# 菱叶菊
菱叶菊（学名：Dendranthema rhombifolium）为菊科菊属的植物，为中国的特有植物, 花期10月。分布于中国大陆的四川等地，多生长于山坡，目前已由人工引种栽培。菱叶菊葉主要為菱形，邊緣每側各有一個三角形或斜三角形的鈍齒或淺鈍裂，接花序下部的葉為橢圓形、卵形或寬線形。